# Андрієвка (Ібресинський район)
Андрі́євка (рос. Андреевка, чув. Энтриел) — присілок у складі Ібресинського району Чувашії, Росія. Адміністративний центр Андрієвського сільського поселення.
Населення — 388 осіб (2010; 436 у 2002).
Національний склад:
- чуваші — 96 %